# オギワル州

オギワル州

オギワル州（オギワルしゅう、英語：State of Ngiwal）は、パラオ共和国の州の一つ。ニワール州とも呼称。

## 概要
バベルダオブ島東側に位置し、パラオの首都であるマルキョク州の北に、またガラスマオ州の東に、ガラルド州の南に隣接する。州民の大半が漁業に従事し、小学校や公立図書館が存在している。島を一周するコンパクト・ロードが開通して交通の便がかなり良くなった。
日本統治時代、この地の酋長が「南洋群島島民観光団」の一員として内地に渡航し、帰島後に銀座を模倣して、整然とした町並みの集落を作ったという。
人口は282人(2015年)で、パラオ16州の中で面積が2番目に小さい州である。

## 註
1. ↑  “草の根・人間の安全保障無償資金協力「ニワール州多目的施設建設計画」”. Ministry of Foreign Affairs of Japan.   在日本パラオ大使館. 2020年12月29日閲覧。
2. ↑  飯高伸五「日本統治下パラオオギワル村落におけるギンザドーリ建設をめぐる植民地言説およびオーラルヒストリーに関する省察」『アジア・アフリカ言語文化研究』第77巻、東京外国語大学アジア・アフリカ言語文化研究所、2009年、7頁、hdl:10108/55479、ISSN 0387-2807、NAID 120001828431。
3. ↑  “2015 Census of Population, Housing and Agriculture Tables” (PDF) (英語).   Office of plannning and statistics, Ministry of Finance, Republic of Palau. p. 10. 2020年12月29日閲覧。